# Мадейра (Огайо)
Мадейра (англ. Madeira) — місто (англ. city) в США, в окрузі Гамільтон штату Огайо. Населення — 9487 осіб (2020).

## Географія
Мадейра розташована за координатами 39°11′6″ пн. ш. 84°22′23″ зх. д. / 39.18500° пн. ш. 84.37306° зх. д. (39.185105, -84.373106).  За даними Бюро перепису населення США в 2010 році місто мало площу 8,75 км², з яких 8,75 км² — суходіл та 0,01 км² — водойми.

## Демографія
Згідно з переписом 2010 року, у місті мешкало 8726 осіб у 3297 домогосподарствах у складі 2420 родин. Густота населення становила 997 осіб/км².  Було 3498 помешкань (400/км²).
Расовий склад населення:
| - 93,0 % — білих - 2,8 % — азіатів - 2,5 % — чорних або афроамериканців - 0,1 % — корінних американців |

До двох чи більше рас належало 1,2 %. Частка іспаномовних становила 2,3 % від усіх жителів.
За віковим діапазоном населення розподілялося таким чином: 25,6 % — особи молодші 18 років, 58,4 % — особи у віці 18—64 років, 16,0 % — особи у віці 65 років та старші. Медіана віку мешканця становила 42,9 року. На 100 осіб жіночої статі у місті припадало 92,8 чоловіків;  на 100 жінок у віці від 18 років та старших — 88,2 чоловіків також старших 18 років.
Середній дохід на одне домашнє господарство  становив 104 193 долари США (медіана — 83 073), а середній дохід на одну сім'ю — 119 459 доларів (медіана — 99 000). Медіана доходів становила 73 668 доларів для чоловіків та 44 280 доларів для жінок. За межею бідності перебувало 4,2 % осіб, у тому числі 1,2 % дітей у віці до 18 років та 2,2 % осіб у віці 65 років та старших.
Цивільне працевлаштоване населення становило 4339 осіб. Основні галузі зайнятості: освіта, охорона здоров'я та соціальна допомога — 25,6 %, роздрібна торгівля — 13,3 %, виробництво — 13,3 %.